# Naučná stezka Horní Domaslavice
Naučná stezka Horní Domaslavice je okružní naučná stezka na území obce Horní Domaslavice v okrese Frýdek-Místek. Geograficky se nachází v regionu Horní Slezsko v pohoří Podbeskydská pahorkatina v Moravskoslezském kraji.

## Historie a popis
Naučná stezka, která má délku 2,5 km je v mírně kopcovitém terénu a je zaměřena na historii, místopis, přírodu a krajinu Horních Domaslavic. Má 5 zastavení s informačními panely a vede místy kostel svatého Jakuba Staršího (barokní kostel, který byl v r. 1999 prohlášen za kulturní památku), socha sv. Jana Nepomuckého (pozdně barokní socha z roku 1776), klen v Horních Domaslavicích, zaniklý zámek Horní Domaslavice, Mořské oko (zaniklý kamenolom a chráněná lokalita), kříž na Vidíkově (kříž z r.1836) a opět na výchozí místo. Stezka vznikala v letech 1994 až 1995.

## Další informace
Stezka je celoročně volně přístupná.

## Galerie

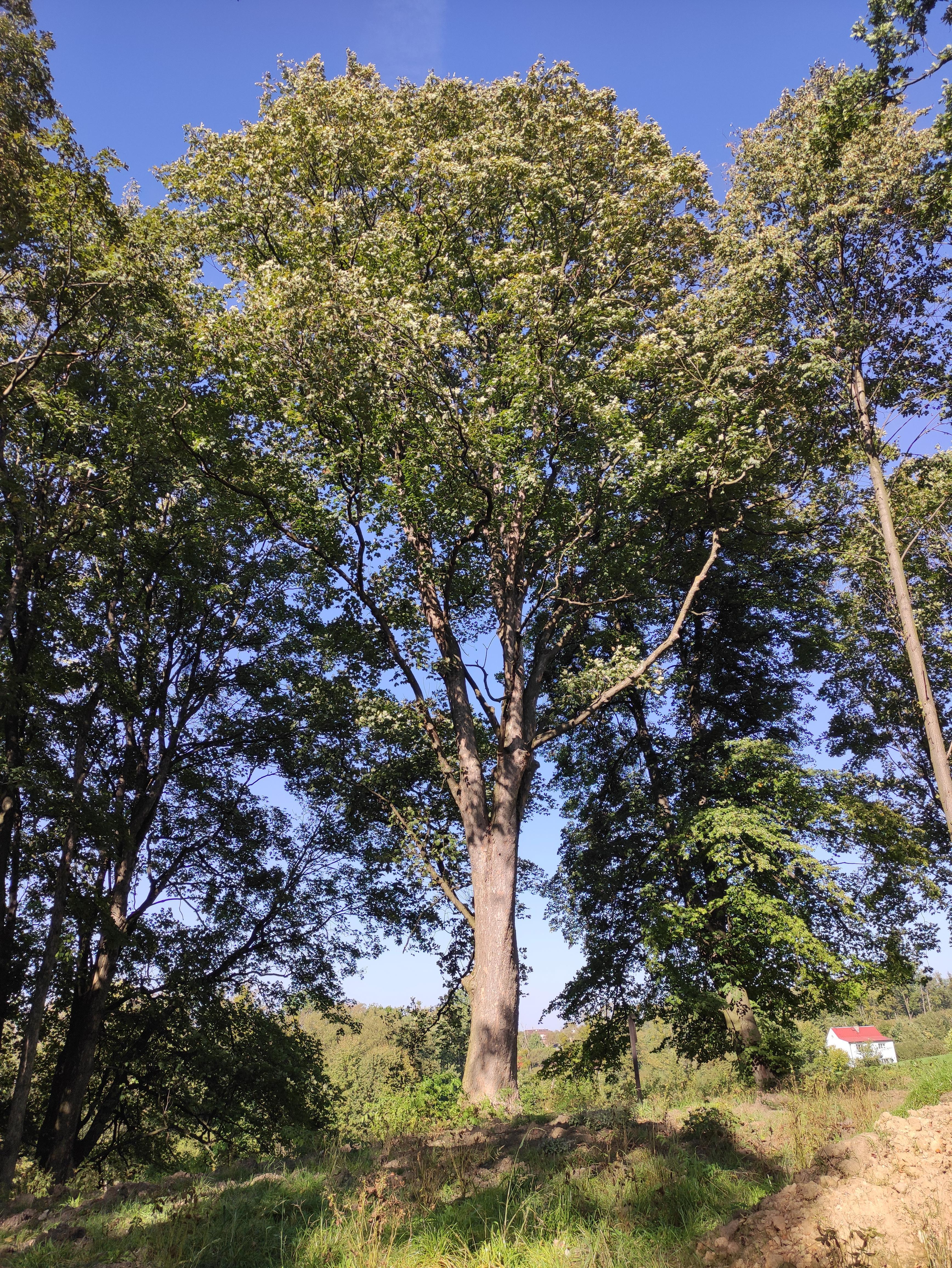
Klen v Horních Domaslavicích
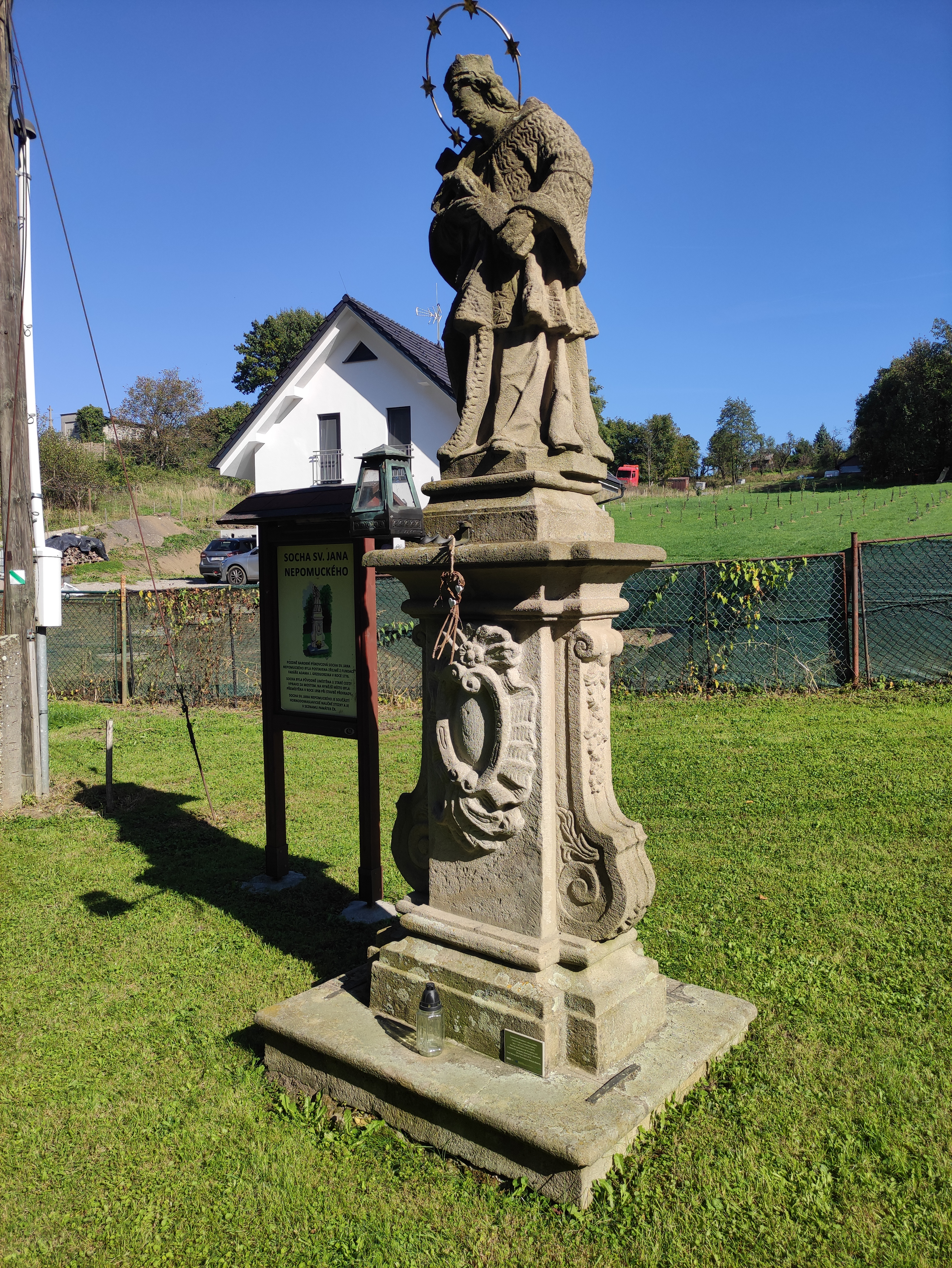
socha sv. Jana Nepomuckého u Horních Domaslavic
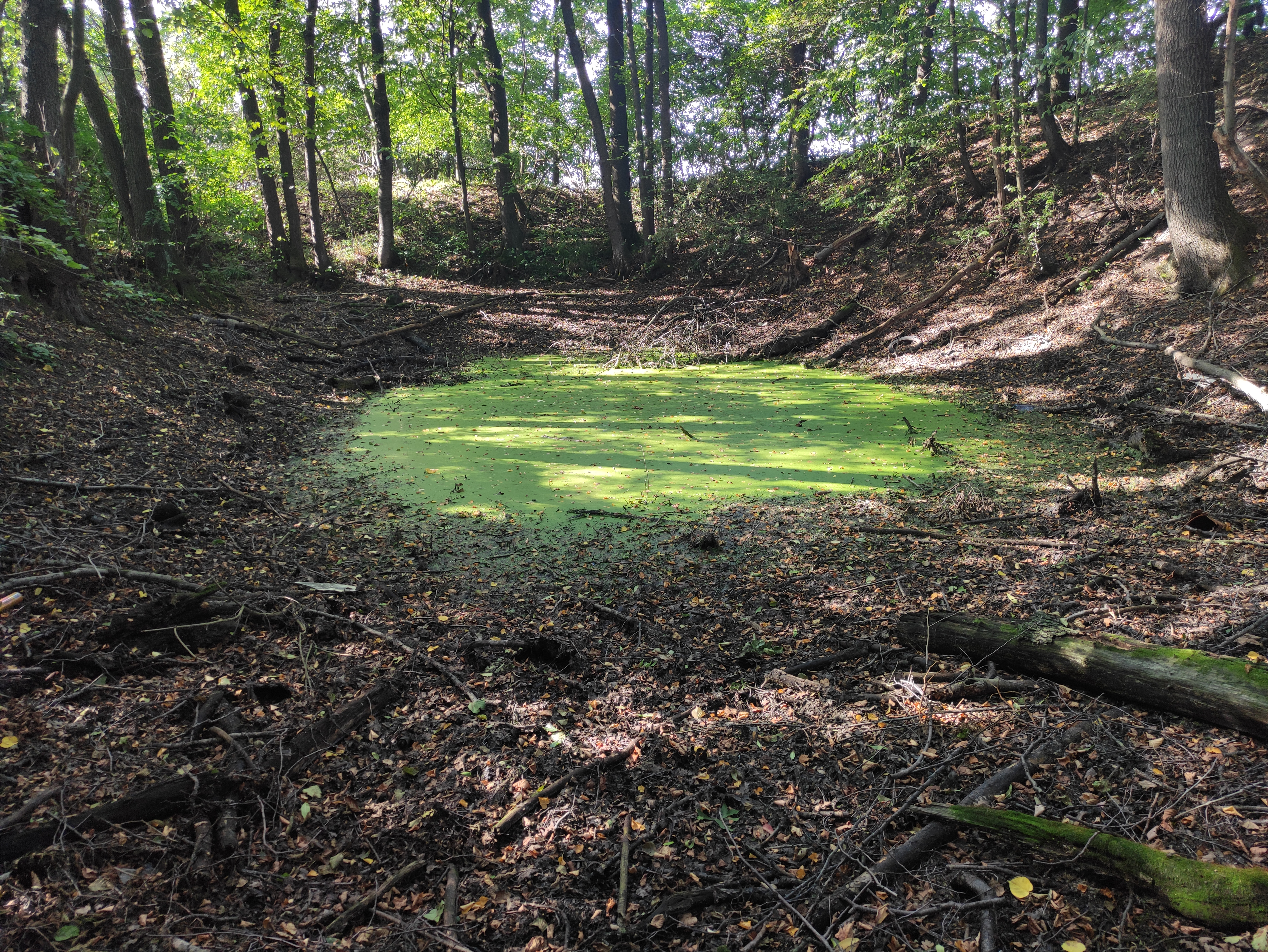
Mořské oko